# Strada statale 66 (Croazia)
La strada statale 66 (in croato državna cesta 66; in sigla D66) è una strada statale croata.

## Percorso
La strada D66 è definita da seguenti capisaldi di itinerario: "Pola (D400) - Albona - Abbazia - Mattuglie (D8)".